# Puccinia archibaccharidis
Puccinia archibaccharidis ist eine Ständerpilzart aus der Ordnung der Rostpilze (Pucciniales). Der Pilz ist ein Endoparasit des Korbblütlers Archibaccharis hieracioides. Symptome des Befalls durch die Art sind Rostflecken und Pusteln auf den Blattoberflächen der Wirtspflanzen. Sie ist ein Endemit Mexikos.

## Merkmale

### Makroskopische Merkmale
Puccinia archibaccharidis ist mit bloßem Auge nur anhand der auf der Oberfläche des Wirtes hervortretenden Sporenlager zu erkennen. Sie wachsen in Nestern, die als gelbliche bis braune Flecken und Pusteln auf den Blattoberflächen erscheinen.

### Mikroskopische Merkmale
Das Myzel von Puccinia archibaccharidis wächst wie bei allen Puccinia-Arten interzellulär und bildet Saugfäden, die in das Speichergewebe des Wirtes wachsen. Ihre Spermogonien sind unbekannt. Die unterseitig auf den Wirtsblättern wachsenden Aecien der Art sind zylindrisch und weiß. Sie besitzen 24–29 × 21–24 µm große, kugelige und hyaline Aeciosporen mit warziger Oberfläche. Die Uredien des Pilzes sind nicht bekannt. Ihre zimtbraunen Uredosporen sind 22–27 × 22–27 µm groß, kugelig bis breit eiförmig und stachelwarzig. Die blattunterseitig wachsenden Telien der Art sind dunkelbraun, kompakt und unbedeckt. Die Teliosporen sind zweizellig, in der Regel lang- bis breitellipsoid und 49–60 × 25–32 µm groß. Ihre Stiele sind farblos und bis zu 110 µm lang.

## Verbreitung
Das bekannte Verbreitungsgebiet von Puccinia archibaccharidis umfasst lediglich den Süden Mexikos.

## Ökologie
Die Wirtspflanze von Puccinia archibaccharidis ist Archibaccharis hieracioides. Der Pilz ernährt sich von den im Speichergewebe der Pflanzen vorhandenen Nährstoffen, seine Sporenlager brechen später durch die Blattoberfläche und setzen Sporen frei. Die Art durchläuft einen makrozyklischen Entwicklungszyklus mit Spermogonien, Aecien, Telien und Uredien und vollzieht als autoöker Parasit keinen Wirtswechsel.